# Paplavy
Paplavy (belarusiska: Паплавы) är en agropolis i Belarus. Den ligger i rajonen Berazіno rajon i voblasten Minsks voblast, i den centrala delen av landet, 90 km öster om huvudstaden Minsk. Paplavy ligger 171 meter över havet och antalet invånare är 650.

## Natur och klimat
Terrängen runt Paplavy är platt, och sluttar österut. Närmaste större samhälle är Berazіno, 8,5 km öster om Paplavy.
I omgivningarna runt Paplavy växer i huvudsak blandskog. Runt Paplavy är det glesbefolkat, med 16 invånare per kvadratkilometer.